# Dekanija Lenart v Slovenskih goricah
Dekanija Lenart v Slovenskih goricah je rimskokatoliška dekanija Nadškofije Maribor.
13. decembra 2006 je bila dekanija izločena iz Ptujsko-slovenjegoriškega naddekanata (ob tej priložnosti preimenovan v Ptujsko-ormoški naddekanat) in vključena v novoustanovljeni Slovenjegoriški naddekanat.

## Župnije
- Župnija Lenart v Slovenskih goricah
- Župnija Marija Snežna
- Župnija Negova
- Župnija Sv. Ana v Slovenskih goricah
- Župnija Sv. Anton v Slovenskih goricah
- Župnija Sv. Benedikt v Slovenskih goricah
- Župnija Sv. Bolfenk v Slovenskih goricah
- Župnija Sv. Jurij v Slovenskih goricah
- Župnija Sv. Rupert v Slovenskih goricah
- Župnija Sv. Trojica v Slovenskih goricah